# 検校庵
検校庵（けんぎょうあん）は長野県茅野市にある曹洞宗寺院。山号は慈眼山。本尊は釈迦牟尼仏。検校堂には御影石製の検校尊像が祀られている。

## 由来
開創
古来より検校尊を祀り眼病に苦しむ人々の祈祷所として検校堂が存在していた。寛永19年（1642年）の話として、長い間眼をわずらっていた伊那の人が、お堂に1夜こもって眼がけしたところ、快方に向かった。これを聞いて、諏訪地方はもちろん、近郡からの参詣の人がふえた、と検校堂略記は綴っている。
また『ちの町史』によると、「万治二年（1659）の矢ヶ崎村検地野帳を見ると、検校ほりという字に二八筆四反畝一八歩の下田が新切りになっているということは、そこに検校堂が存在していたことを物語っている。」と推察している。
『神社明細帳』には当堂は久寿元年甲戌年（1154）3月「神姓家遠検校の霊を祀る云々」とある。家遠は諏訪大祝有員の9代為盛の男、盛行の2男であった。
開山
天保の頃、尼僧2人が托鉢行をしながら矢ヶ崎（現茅野市本町）にたどりついた。本尊は天保8年（1837年）に安置されたという。香嶽秀老尼、禅山祖門尼はお堂に住し、諏訪中を托鉢行して明治12年（1879年）本堂を再建した。師匠である秋田県蚶満寺の曹巌愚溪を勧請して開山とした。以来、尼寺として現在に至る。

## 歴代住職
1. 曹巌愚溪（1855年〈安政2年〉没）開山、秋田県蚶満寺住職
2. 香嶽秀老（1921年〈大正10年〉没、92歳）愚溪の弟子。愛知の産。禅山祖門（糸魚川の産）とともに托鉢行をしながらここに来て、庵を建立。
3. 全巌祖孝（1929年〈昭和4年〉7月15日没）新潟県出身、秀老の弟子。叔父に大円黙乗（飯山・大聖寺24世）、金毛全獅（浜松・普済寺3世）の兄弟和尚がおり、その関係で宗門に入った。
4. 貫道恵明（1947年〈昭和22年〉12月21日没）糸魚川市の産。検校庵で修行。
5. 順法智孝（1970年〈昭和45年〉7月8日没、81歳）新潟県出身、祖孝の弟子。16歳で検校庵に入り1935年（昭和10年）より住職。
6. 得全黙乗（1973年〈昭和48年〉3月21日没、64歳）祖孝の姪の子。1965年〈昭和40年〉より住職。
7. 全覚智道（2009年〈平成21年〉7月29日没、82歳）長野県茅野市出身、智孝の弟子。
8. 智乗黙全（2012年〈平成24年〉4月21日没、78歳）新潟県糸魚川出身、黙乗の弟子。
9. 直心恵道（検校庵9世、現住）長野県出身、智道の弟子。

※尼寺は、常に数人の尼僧が互いに弟子を育てながら生活をしていたことが分かる。